# Fleischmann (Unternehmen)
Die Gebr. Fleischmann GmbH und Co. KG war ein Spielzeug- und Modellbahnhersteller mit Sitz ursprünglich in Nürnberg und später in Heilsbronn im Landkreis Ansbach. Sie produzierte zuletzt fast ausschließlich Modelleisenbahnen und war in Europa im Jahr 2014 nach Märklin, Hornby und Roco der viertgrößte Anbieter mit einem Marktanteil von etwa 10 % bei 15 Millionen Euro Jahresumsatz. Etwa 20 % der Produktion gingen in den Export. Seit 2008 ist Fleischmann eine Tochtergesellschaft der deutsch-österreichischen Modelleisenbahn Holding, unter deren Dach auch der Modelleisenbahnhersteller Roco geführt wird. Seit 2019 beschränkt sich die Marke Fleischmann auf das Spur-N-Sortiment.

## Geschichte

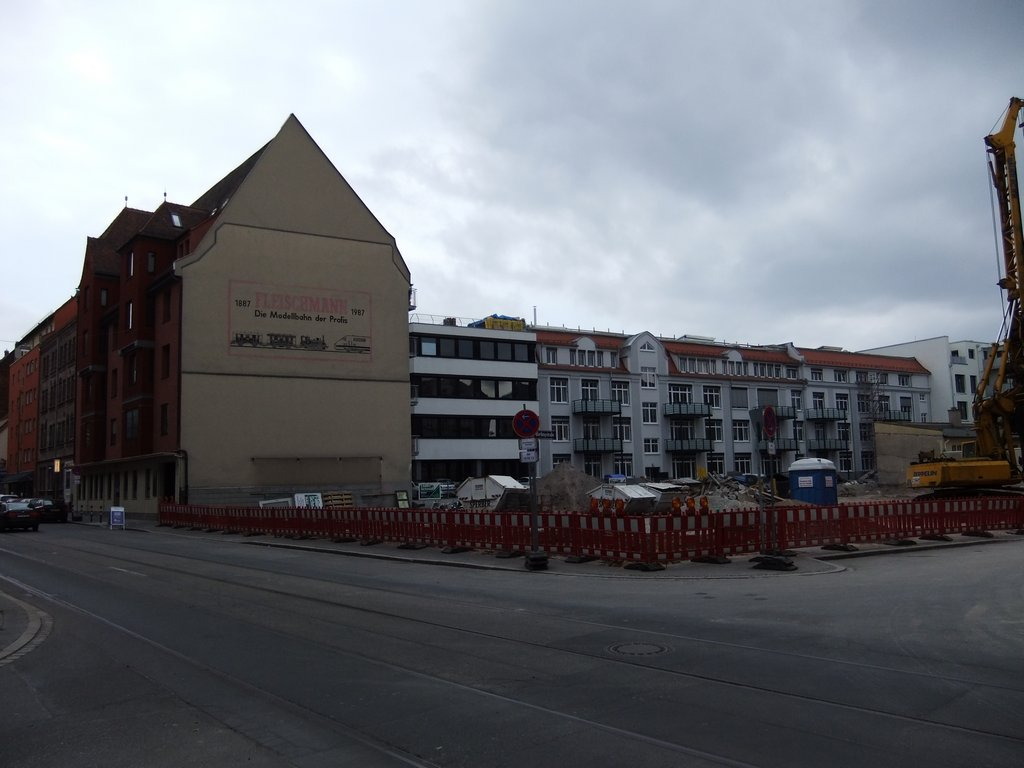
Blick auf das frühere Fabrikgelände am Nürnberger Kirchenweg im März 2012. Links das frühere Verwaltungsgebäude mit der Fassadenwerbung, rechts die für Wohnzwecke umgebauten Fabrikgebäude. Seit 2013 stehen auf dem Grundstück im Vordergrund neue Wohnhäuser.

Das Unternehmen wurde 1887 von Jean Fleischmann gegründet und produzierte anfangs vor allem Blechspielzeug, wie Schiffe, Flugzeuge oder magnetische Schwimmtiere. 1889 wurde die Fabrik am Kirchenweg 13 in St. Johannis einem Stadtteil von Nürnberg bezogen. 1938 übernahm Fleischmann im Zuge der Arisierung Doll & Co., Nürnberg, von ihrem jüdischen Eigentümer zu einem Bruchteil ihres Verkehrswerts. Dadurch kamen Modelleisenbahnen der Spur 0 und Modelldampfmaschinen als neue Produktionsschwerpunkte hinzu. Noch im Winter 1938/1939 begann die Entwicklung eigener originalgetreuer Eisenbahnmodelle. Bis zur kriegsbedingten, gesetzlich verordneten Einstellung der Spielwarenproduktion wurde auch das Spur-0-Programm von Doll weitergeführt. Auch nach dem Zweiten Weltkrieg wurden die Dampfmaschinen und Antriebsmodelle von Doll weitgehend weiterproduziert, zuerst unter dem Namen Doll, später unter eigenem Namen. 1969 wurde die Produktion von Dampfmaschinen und deren Zubehör eingestellt.

### Spur 0

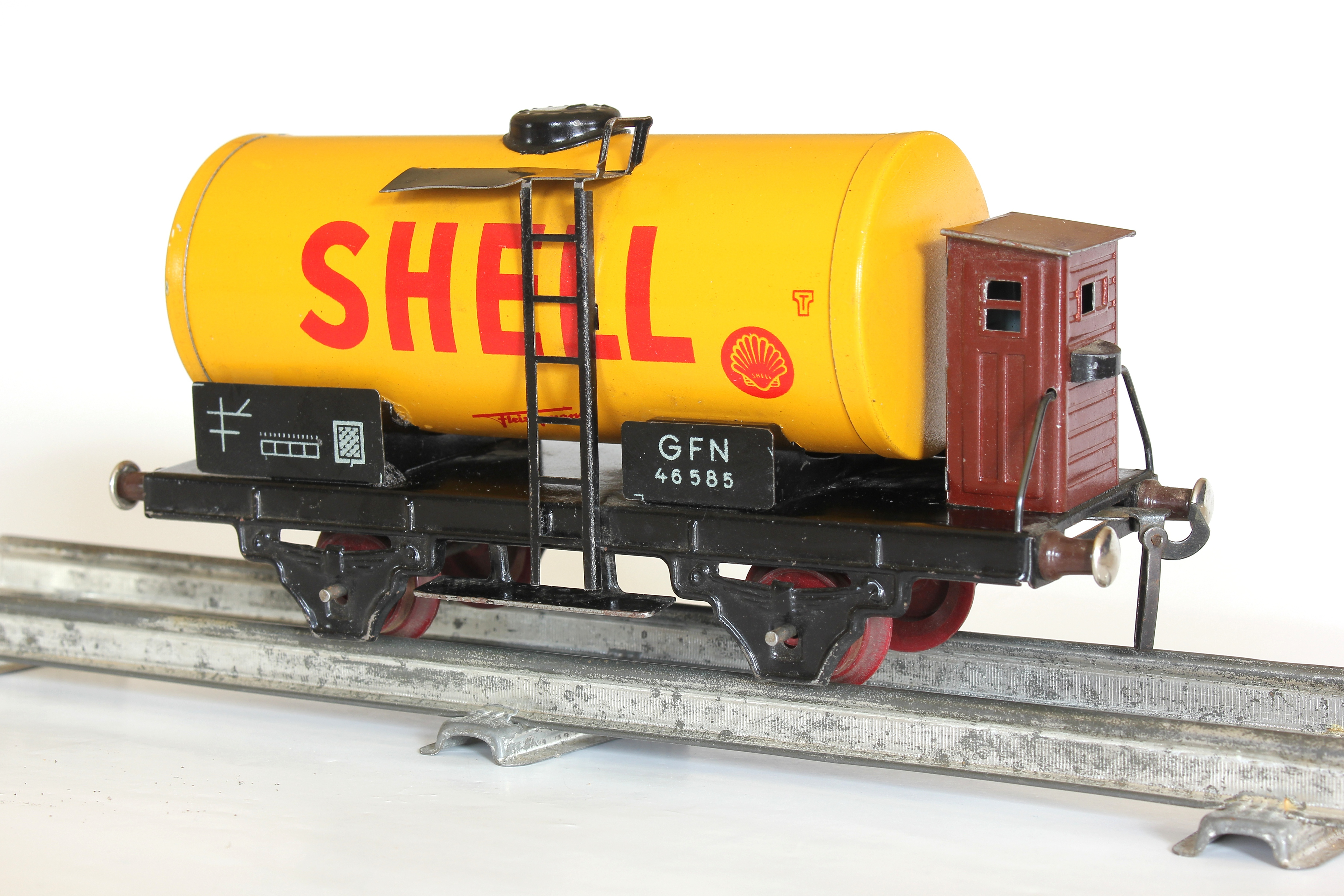
Tankwagen von Fleischmann, Spur 0, um 1950

Im Jahr 1949 stellte das Unternehmen als erstes eine Spur 0 Modelleisenbahn im Zweischienen-Zweileiter-Gleissystem vor. Bis dahin waren Modelleisenbahnen mit unterschiedlichen Dreischienen-Gleissystem betrieben worden. Die Produktion wurde aber bereits 1959 eingestellt, aufgrund des Erfolges der seit 1952 am Markt befindlichen Spur H0.

### Spur H0

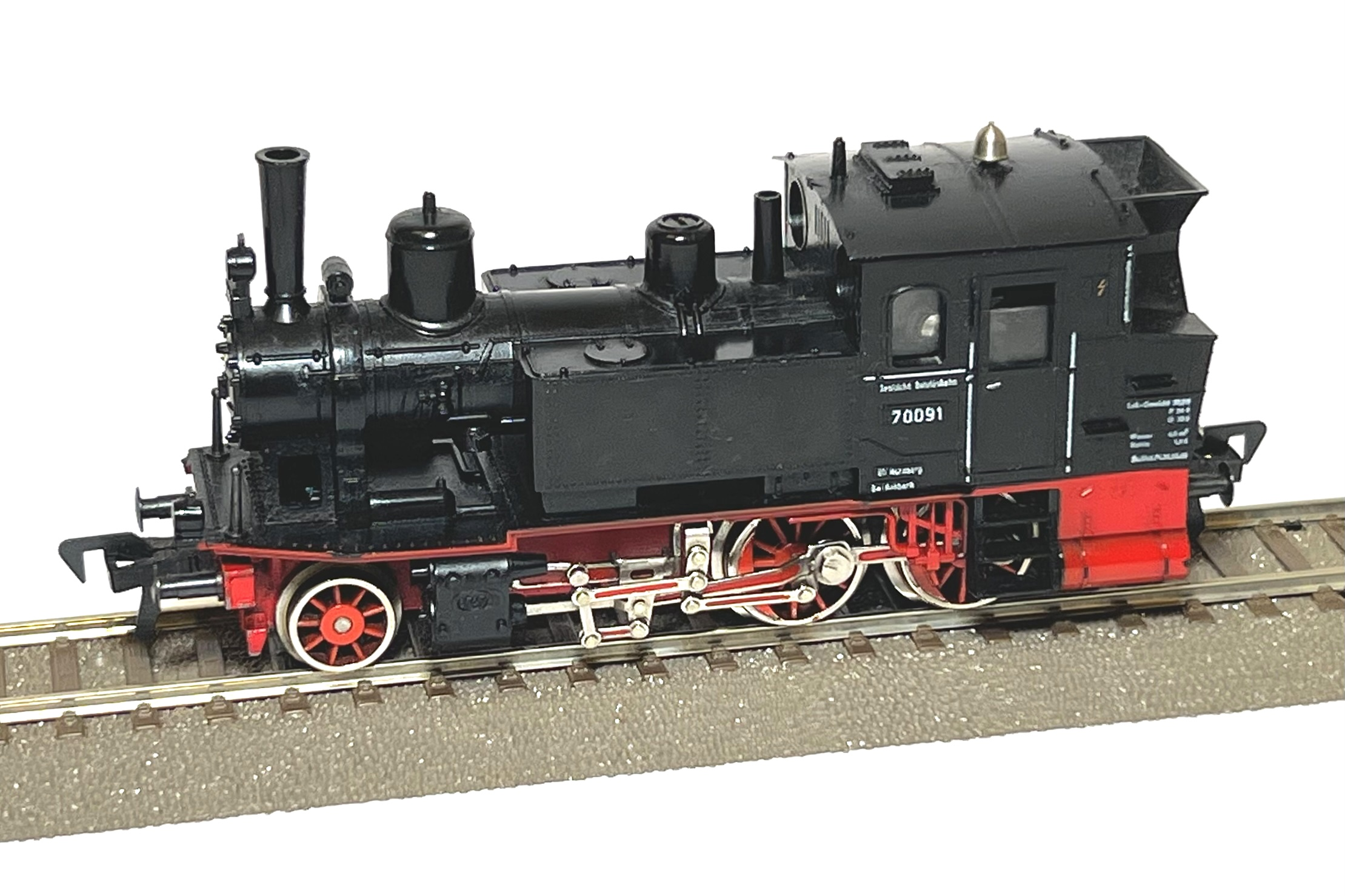
Baureihe 70 der DB, erschienen im Jahr 1964, noch im ursprünglichen Maßstab von 1:82 konstruiert und hergestellt.

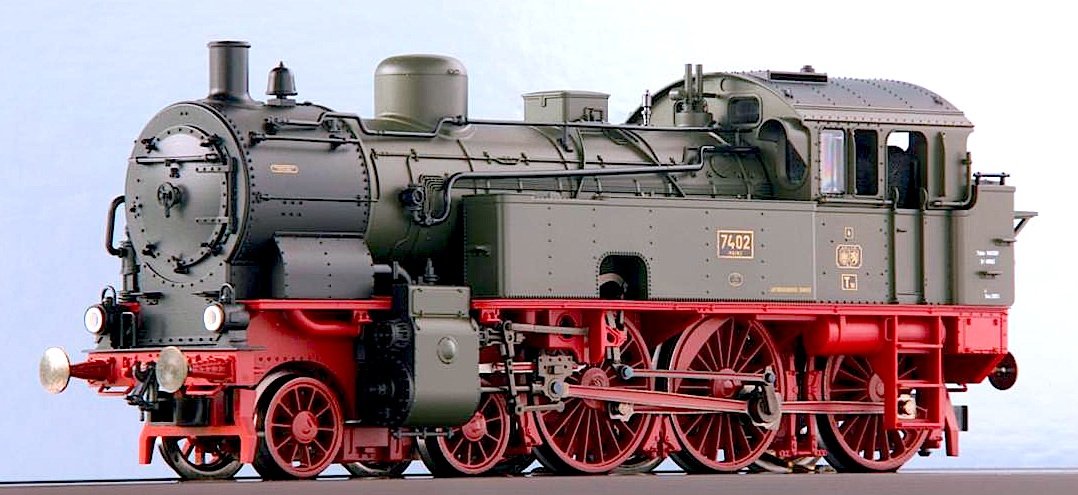
Baureihe 76 der DR; Preußische Tenderlokomotive T 10, Baugröße H0, Produktionsjahr 2006

Ab 1952 stellte das Unternemen seine Spur-H0-Modelleisenbahn her. In dieser verwendete Fleischmann anfangs einen Maßstab von 1:82. Das ebenso 1952 eingeführte Gleissortiment der Serie 1600 bestand aus Stahlblech-Hohlprofilschienen auf Pappschwellen. 1957 wurde als Ergänzung das Modellgleis der Serie 1700 mit Messing-Vollprofilschienen auf Kunststoffschwellen eingeführt.
Ab 1965 wurde für Neukonstruktionen der sogenannte Übergangsmaßstab von 1:85 angewendet. Erstes Fahrzeugmodell in diesem Übergangsmaßstab war die elektrische Einheitselektrolokomotive für den Schnellzugverkehr mit aerodynamisch günstigerem Lokomotivkasten die DB-Baureihe E 10.3 mit der „Bügelfalte“ an der Front. 1967 präsentierte Fleischmann seine Spur H0 Edelweiss Zahnradbahn, die Zahnstange und passende Triebfahrzeuge sind noch Heute unter dem Markennamen Roco erhältlich.
Auch 1967 wurde dass Gleissortiment der Serie 1600 mit dem Gleissortiment Serie 1900 abgelöst. Es bestand aus Stahlblech-Hohlprofilschienen auf Kunststoffschwellen und war mit dem Modellgleis Serie 1700 kompatibel.
Ab 1969 produzierte Fleischmann auch Fahrzeuge (Lokomotiven und Wagen) für das mit Wechselspannung betriebene Zweischienen-Mittelleiter-Gleissystem (Märklin). Diese Fahrzeuge waren auch mit einer mit den Märklin-Fahrzeugen kompatiblen Bügelkupplung versehen. Ab 1971 wurde für Neukonstruktionen der Übergangsmaßstab von 1:85 durch den für die Nenngröße H0 gängigen Maßstab von 1:87 abgelöst. Erstes Fahrzeugmodell im Maßstab von 1:87 war eine Nachbilung der schweren sechsachsigen Elektrolokomotive für den schnellen Reisezugverkehr der DB-Baureihe 103. 1974 wurde die Produktion des Gleissortiments Serie 19000 eingestellt.

### Spur N
Nachdem die Firma K. Arnold Metallspielwarenfabrik Nürnberg 1960 als erster deutscher Großserienhersteller eine Modelleisenbahn mit einer Spurweite von 9 mm im Maßstab von 1:200 unter dem Markennamen Arnold Rapido 200 präsentierte, diesen Maßstab aber 1962 auf 1:160 wechselte und diese neue Modelleisenbahn unter dem Markennamen Arnold Rapido vertrieb, zog Fleischmann im Jahr 1969 in der nun als Spur N bezeichneten Spurweite von 9 mm unter dem Markennamen Fleischmann Piccolo mit einem entsprechenden Sortiment als Vollsortimenthersteller im Maßstab von 1:160 nach.

### Magazin Fleischmann-Kurier
1961 erschien erstmals der Fleischmann-Kurier, der für die folgenden 47 Jahre bis 2008 in Magazinform vierteljährlich Tipps und Informationen zum Vorbild und zur Umsetzung im Modell präsentierte – unter besonderer Berücksichtigung von Fleischmann-Produkten.

### Autorennbahn
1967 nahm das Unternehmen das Autorennbahn-System „Auto Rallye“ ins Sortiment, später „Rallye Monte Carlo“ genannt, das dem Marktführer „Carrera Universal“ ebenbürtig war. Bis 1969 wurden Modelle im Maßstab 1:24 und 1:32 gebaut, ab 1970 konzentrierte man sich nur noch auf die Nenngröße 1:32. Das Schienensystem entsprach dem internationalen Zweileiter-Standard und war breiter als das von Carrera, bot jedoch weniger Radien und Sonderfahrbahnen. Die Schienenverbindungen waren besser und haltbarer. Das Schleifersystem bot deutlich besseren Kontakt, und die Modellqualität übertraf die Konkurrenz mit Ausnahme der Rennbahn „Sprint“ von Märklin. Gegen die preiswertere Konkurrenz von Carrera konnte sich Fleischmann jedoch nicht durchsetzen. Das System wurde 1989 vom Markt genommen.

### Übernahme 2008 durch Modelleisenbahn Holding
Anfang 2008 wurde das Unternehmen von der deutsch-österreichischen Modelleisenbahn Holding, der Eigentümer des Mitbewerbers Roco, übernommen und der Firmensitz von Nürnberg nach Heilsbronn verlegt. Danach wurde das Unternehmen restrukturiert, was mit einem Arbeitsplatzabbau von ehemals 340 (Stand 2007) auf 180 (Stand 2010) verbunden war. Ein weiterer Personalabbau auf 130 Stellen wurde angekündigt. Die Nürnberger Liegenschaft wurde verkauft, die Fabrikgebäude wurden für Wohnzwecke umgebaut sowie auf den freien Flächen Neubauten errichtet.
Im Zeitraum von 2009 bis 2014, das heißt innerhalb von fünf Jahren, reduzierte sich der Jahresumsatz von 18,2 Millionen Euro um rund 20 % auf 15 Millionen Euro.
Anfang August 2015 wurde bekannt, dass ein Insolvenzantrag beim Amtsgericht Ansbach gestellt wurde. Die verbliebenen 33 Beschäftigten setzten in einem Insolvenzverfahren in Eigenverwaltung mit dem eingesetzten Sanierungsgeschäftsführer Maximilian Breitling die Geschäftstätigkeit fort. Am 16. Dezember 2015 wurde bekannt, dass Fleischmann gerettet werden konnte, und dass das Insolvenzverfahren im Januar 2016 mit einer Gläubiger-Quote von 16 % beendet wurde.
2019 wurde der Restbetrieb in Heilsbronn eingestellt. Fleischmann bleibt eine Marke der Modelleisenbahn Holding für Modelleisenbahnen in Spur N.

### Trivia
Im Oktober 2012, zum 125. Firmenjubiläum, gelang dem Unternehmen die Produktion des längsten H0-Modellbahngleises der Welt und brachte ihm damit einen Eintrag ins Guinness-Buch der Rekorde ein.

## Produktsortiment

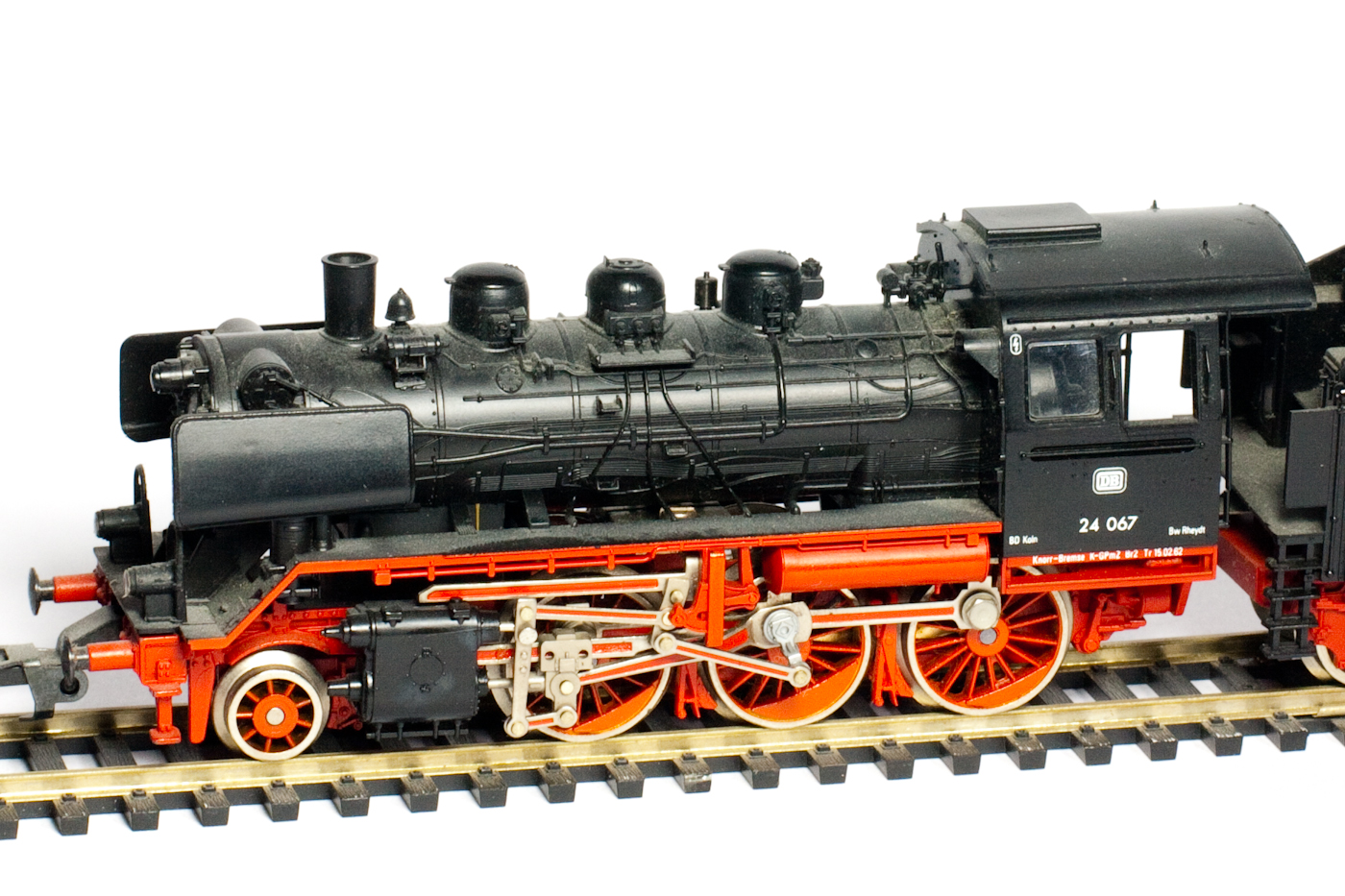
H0-Modell einer Lok der Baureihe 24

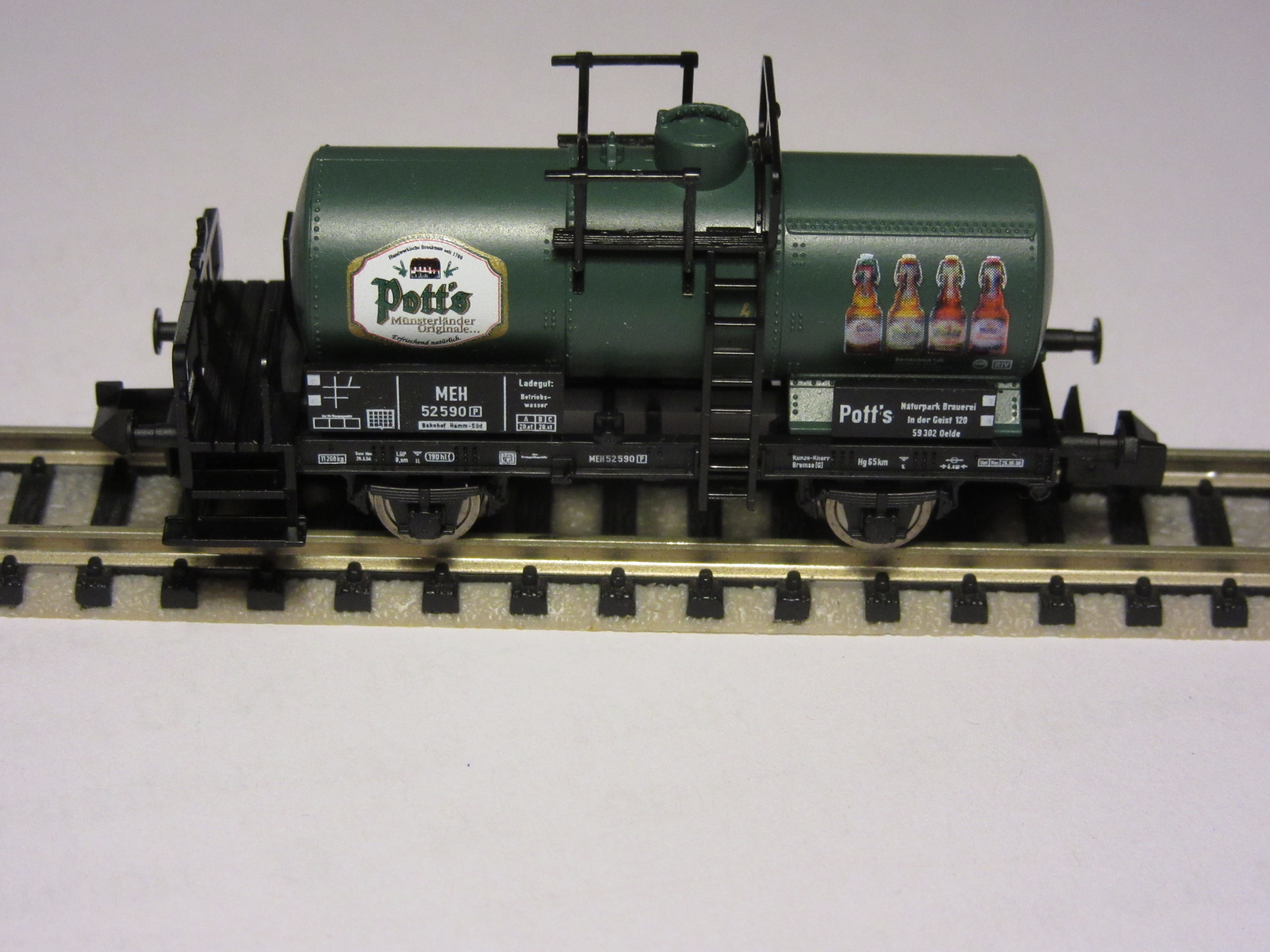
N-Modell eines Kesselwagens

Fleischmann bot Vollsortimente mit Fahrzeugen, Gleisen und Zubehör wie Drehscheiben oder Lokschuppen in folgenden Nenngrößen an:
- Magic Train, 0e, Maßstab 1:45, eine robuste Spielbahn, die auf H0-Gleisen fährt und von 1992 bis 2008 produziert wurde.
- H0, Maßstab 1:87, vorrangig Zweileiter-Gleichstrom-System, seit 2019 unter der Marke Roco vertrieben.
- Piccolo, N, Maßstab 1:160, wird auch 2019 noch unter der Marke produziert und vertrieben.

Daneben gab es mit einer Drehscheibe einen Versuch, in den TT-Markt einzusteigen. Im Gegensatz zu den meisten der großen Mitbewerber wurde nur ein kleiner Teil der H0-Lokomotiven für das Mittelleiter-Wechselstrom-System von Märklin angeboten.
Das Sortiment zeichnete sich vor allem durch eine selbst für die eher gemächliche Modellbahnbranche sehr lange Verfügbarkeit der Produkte aus. So wurden bis zur Einstellung des H0-Sortimentes einige Loks und Wagen im Maßstab 1:85 angeboten – etwa die Baureihe 50. Das H0-Gleissystem „Modellgleis“ mit 2,7 Millimetern Profilhöhe wurde mehr als 50 Jahre lang von 1957 bis – obwohl technisch längst obsolet – 2008 produziert. Einige Mitbewerber hatten in diesem Zeitraum schon zwei oder drei neue Gleissysteme auf den Markt gebracht.
Die H0-Modelle der UIC-X-Reisezugwagen (26,4-Meter-Wagen) wurden ab Anfang der 1990er Jahre in einem Längenmaßstab von 1:93,5 angeboten, waren also im Regelfall 282 mm lang.
Der langjährige Werbespruch „Die Fleischmann-Bahn, das präg Dir ein, ist die Bundesbahn in klein“ spiegelte sich bis 2010 im Sortiment wider. Fahrzeuge ausländischer Bahngesellschaften wurden in Deutschland im Unterschied zu den meisten Mitbewerbern wenig angeboten. Allerdings gab es für viele Länder spezielle, nur dort verfügbare Serien. Dabei spielte es keine erkennbare Rolle, ob die Vorbilder nach Deutschland gelangten oder nicht – einerseits gab es Loks, die nur in Schweden im Standard-Sortiment liefen, andererseits waren vor allem international laufende Güterwagen nur in ihren Heimatländern zu bekommen. Auch wurden Lokomotiven von privaten Bahngesellschaften grundsätzlich nur als Einmalserie aufgelegt, wogegen selbst Bundesbahn-Einzelstücke, wie die blau/beige Baureihe 194, langfristig verfügbar waren.
Im Januar 2010 kündigte die Modelleisenbahn Holding an, dass Fleischmann sich in H0 auf historische Modelle bis etwa 1950 konzentrieren, in N jedoch das Vollsortiment weiterbetreiben werde. Im März 2018 wurde bekannt gegeben, dass ab 2019 die Marke Fleischmann in H0 vollständig aufgelassen wird. Die sich teilweise sehr stark überschneidenden Sortimente von Fleischmann und Roco sollten Stück für Stück evaluiert und das jeweils bessere H0-Modell unter der Marke Roco verkauft werden.
Das Spur-N-Angebot von Roco und Fleischmann wird unter dem Fleischmann-Label weiter geführt.

## Digitale Zugsteuerung
Im Jahr 1986 präsentierte das Unternehmen die digitale Mehrzugsteuerung Fleischmann-FMZ. Dieses System war, wie fast alle Digitalsysteme dieser Zeit, nicht mit anderen Digitalsystemen kompatibel. Als herausragende Eigenschaft galt der gleichzeitige Betrieb digitaler FMZ-Lokomotiven mit analogen Loks. Das System konnte sich jedoch langfristig am Markt nicht durchsetzen und wurde in Folge durch die Twin-Decoder und das Twin-Center ergänzt, die beide sowohl das FMZ- als auch das DCC-Protokoll unterstützten. So konnten vorhandene FMZ-Fahrzeuge der ersten Generation mit Produkten anderer Hersteller, die das DCC-Format verwenden, auf einer Anlage mit dem Twin-Center gleichzeitig gesteuert werden. Auch können Fleischmann-Fahrzeuge mit Twin-Decoder auch auf reinen DCC-Anlagen betrieben werden. Zuletzt bot Fleischmann vermehrt nur noch DCC-Produkte an, die nicht mehr FMZ-kompatibel waren.

## Ausstellungen
Im Schwabacher Stadtmuseum befindet sich auf 800 m² die weltweit größte Fleischmann-Ausstellung.
Das Verkehrsmuseum Nürnberg besitzt ebenfalls eine Demonstrations-Anlage, die stündlich für 10 Minuten in Betrieb genommen wird. Die Anlage ist 80 m² groß, wurde zwischen 1960 und 1970 erbaut und wird mit 5000 Relais gesteuert.
Im Niederrheinischen Freilichtmuseum in Grefrath steht eine große Anlage, die täglich um 11:30, um 14:30 und um 15:30 Uhr in Betrieb genommen wird.